# Ungaran (Kutowinangun)
Ungaran is een bestuurslaag in het regentschap Kebumen van de provincie Midden-Java, Indonesië. Ungaran telt 2211 inwoners (volkstelling 2010).